# Enrico Montazio
Enrico Montazio, pseudonimo di Enrico Valtancoli (Portico di Romagna, 28 settembre 1816 – Firenze, 22 ottobre 1886), è stato un giornalista italiano.

## Biografia
Studiò lettere e medicina a Pisa . Diresse La Rivista di Firenze e Il Popolano. Fu processato per via dei suoi scritti dopo la fuga del Granduca e condannato a 90 mesi. La pena gli fu commutata in esilio. Andò a Marsiglia e poi a Parigi. Fece ritorno a Firenze nel 1865. Collaborò a La Gazzetta d'Italia e tradusse romanzi stranieri.